# Kangle, Chongqing
Kangle (kinesiska: 康乐)  är en köping i sydvästra Kina. Den ligger i Fengjie härad i storstadsområdet Chongqing,  omkring 320 kilometer nordost om det centrala stadsdistriktet Yuzhong. Antalet invånare är 35 521. Befolkningen består av 17 067 kvinnor och 18 454 män. Barn under 15 år utgör 20,0 %, vuxna 15-64 år 69 %, och äldre över 65 år 9,0 %.